# Сахновщинська селищна рада
Сахно́вщинська се́лищна ра́да — адміністративно-територіальна одиниця та орган місцевого самоврядування в Сахновщинському районі Харківської області. Адміністративний центр — селище міського типу Сахновщина.

## Загальні відомості
Сахновщинська селищна рада утворена в 1924 році.
- Територія ради: 121,98 км²
- Населення ради: 9 915 осіб (станом на 2001 рік)
- Територією ради протікає річка Багата.

## Населені пункти
Селищній раді підпорядковані населені пункти:
- смт Сахновщина
- с. Германівка
- с. Сугарівське
- с. Чорнолозка

## Склад ради
Рада складається з 30 депутатів та голови.
- Голова ради: Сидоренко Віктор Володимирович
- Секретар ради: Журавель Віктор Іванович

### Керівний склад попередніх скликань
| Прізвище, ім'я, по батькові    | Основні відомості                                                                                 | Дата обрання | Дата звільнення |
| ------------------------------ | ------------------------------------------------------------------------------------------------- | ------------ | --------------- |
| Сидоренко Віктор Володимирович | Селищний голова, 1965 року народження, освіта вища                                                | 26.03.2006   | 31.10.2010      |
| Сидоренко Віктор Володимирович | Селищний голова, 1965 року народження, освіта вища, член Всеукраїнського об'єднання «Батьківщина» | 31.10.2010   |                 |

Примітка: таблиця складена за даними сайту Верховної Ради України

### Депутати
За результатами місцевих виборів 2010 року депутатами ради стали:

#### За суб'єктами висування
| Суб'єкт висування                                       | Кількість обраних депутатів | %    |
| ------------------------------------------------------- | --------------------------- | ---- |
| Партія регіонів                                         | 15                          | 50   |
| Самовисування                                           | 6                           | 20   |
| Політична партія Всеукраїнське об'єднання «Батьківщина» | 4                           | 13,3 |
| Партія Політичне об'єднання «Рідна Вітчизна»            | 2                           | 6,7  |
| Політична партія «Сильна Україна»                       | 2                           | 6,7  |
| Партія «Відродження»                                    | 1                           | 3,3  |

#### За округами
| № округу                                                | Прізвище, ім'я, по батькові     | Дата визнання обраним | Освіта  | Партійна приналежність                        | Відомості про обраного депутата                                                     |
| ------------------------------------------------------- | ------------------------------- | --------------------- | ------- | --------------------------------------------- | ----------------------------------------------------------------------------------- |
| Партія Політичне об'єднання «Рідна Вітчизна»            |                                 |                       |         |                                               |                                                                                     |
| 9                                                       | Дормідонтов Віктор Анатолійович | 08.11.2010            | вища    | член Політичного об'єднання «Рідна Вітчизна»  | приватний підприємець                                                               |
| 28                                                      | Кривенко Едуард Георгійович     | 08.11.2010            | вища    | член Політичного об'єднання «Рідна Вітчизна»  | приватний підприємець                                                               |
| Партія «ВІДРОДЖЕННЯ»                                    |                                 |                       |         |                                               |                                                                                     |
| 11                                                      | Клочко Сергій Миколайович       | 08.11.2010            | середня | член Партії «ВІДРОДЖЕННЯ»                     | СТГО Південна залізниця, електромеханік дільниці ІгрупиШЧ-4                         |
| Партія регіонів                                         |                                 |                       |         |                                               |                                                                                     |
| 1                                                       | Рубцов Олег Митрофанович        | 08.11.2010            | середня | член Партії регіонів                          | тимчасово не працює                                                                 |
| 4                                                       | Геворкян Карен Маісович         | 08.11.2010            | вища    | позапартійний                                 | приватний підприємець                                                               |
| 6                                                       | Демченко Юрій Іванович          | 08.11.2010            | середня | член Партії регіонів                          | КП «Схід», директор                                                                 |
| 7                                                       | Прижимірська Тетяна Миколаївна  | 08.11.2010            | вища    | член Партії регіонів                          | тимчасово не працює                                                                 |
| 12                                                      | Алєксєєва Марина Володимирівна  | 08.11.2010            | вища    | член Партії регіонів                          | УПСЗН сектор грошових виплат і компенсацій, завідувачка                             |
| 13                                                      | Шевченко Антоніна Миколаївна    | 08.11.2010            | вища    | позапартійна                                  | УПСЗН, спеціаліст                                                                   |
| 14                                                      | Стряпчий Олексій Борисович      | 08.11.2010            | середня | член Партії регіонів                          | Сахновщинська РДА, начальник відділу                                                |
| 18                                                      | Роденко Олександр Володимирович | 08.11.2010            | вища    | член Партії регіонів                          | Сахновщинська районна рада, спеціаліст                                              |
| 20                                                      | Приходько Віра Володимирівна    | 08.11.2010            | вища    | член Партії регіонів                          | УПСЗН, головний бухгалтер                                                           |
| 21                                                      | Лобанова Раїса Олексіївна       | 08.11.2010            | вища    | член Партії регіонів                          | пенсіонер                                                                           |
| 22                                                      | Крайник Василь Олексійович      | 08.11.2010            | середня | позапартійний                                 | приватний підприємець                                                               |
| 24                                                      | Бурдун Людмила Василівна        | 08.11.2010            | середня | член Партії регіонів                          | пенсіонер                                                                           |
| 25                                                      | Животченко Максим Анатолійович  | 08.11.2010            | вища    | член Партії регіонів                          | Сахновщинська районна рада, радник голови                                           |
| 26                                                      | Болюк Тетяна Василівна          | 08.11.2010            | вища    | член Партії регіонів                          | Сахновщинська гімназія, вчитель                                                     |
| 27                                                      | Ігнатченко Сергій Сергійович    | 08.11.2010            | вища    | позапартійний                                 | Германівський фельдшерсько-акушерський пункт, завідую-чий                           |
| Політична партія Всеукраїнське об'єднання «Батьківщина» |                                 |                       |         |                                               |                                                                                     |
| 3                                                       | Звонарьова Галина Олександрівна | 08.11.2010            | вища    | член Всеукраїнського об'єднання «Батьківщина» | тимчасово не працює                                                                 |
| 5                                                       | Скляр Тамара Дмитрівна          | 08.11.2010            | вища    | член Всеукраїнського об'єднання «Батьківщина» | Сахновщинська загальноосвітня школа, вчитель                                        |
| 16                                                      | Фінтісов Віктор Павлович        | 08.11.2010            | вища    | позапартійний                                 | Сахновщинська ЦРЛ, лікар                                                            |
| 19                                                      | Коба Володимир Васильович       | 08.11.2010            | вища    | позапартійний                                 | Відділ освіти Сахновщинської РДА, завідую-чий лаборато-рією камп'ютерних технологій |
| Політична партія «Сильна Україна»                       |                                 |                       |         |                                               |                                                                                     |
| 15                                                      | Борисюк Іван Миколайович        | 08.11.2010            | вища    | член Політичної партії «Сильна Україна»       | Сахновщинський районний суд, помічник судді                                         |
| 23                                                      | Стулиус Тетяна Анатоліївна      | 08.11.2010            | вища    | член Політичної партії «Сильна Україна»       | Сахновщинський РЦЗ, бухгалтер                                                       |
| Самовисування                                           |                                 |                       |         |                                               |                                                                                     |
| 2                                                       | Кривень Володимир Антонович     | 08.11.2010            | вища    | позапартійний                                 | Сахновщинське виробничо-експлуатаційне підприємство «Агропроменерго», директор      |
| 8                                                       | Козар Олександр Васильович      | 08.11.2010            | вища    | позапартійний                                 | пенсіонер                                                                           |
| 10                                                      | Штефа Олександр Анатолійович    | 08.11.2010            | вища    | позапартійний                                 | Сахновщинська селищна рада, спеціаліст                                              |
| 17                                                      | Журавель Віктор Іванович        | 08.11.2010            | вища    | позапартійний                                 | Сахновщинська селищна рада, спеціаліст І категорії                                  |
| 29                                                      | Козуб Тетяна Миколаївна         | 08.11.2010            | вища    | позапартійна                                  | ВАТ «Племінний завод ім. 20-річчя Жовтня», економіст                                |
| 30                                                      | Віклянська Олена Олександрівна  | 08.11.2010            | вища    | позапартійна                                  | ДНЗ № 6, вихова-тель                                                                |